# گوتندورف
گوتندورف (به آلمانی: Gutendorf) یک منطقهٔ مسکونی در آلمان است که در باد برکا واقع شده‌است.
 گوتندورف   حدود ۲۲۶ نفر جمعیت دارد.